# بوهدان سهین
بوهدان سهین (انگلیسی: Bohdan Sehin؛ زادهٔ ۱ ژانویهٔ ۱۹۷۶) آهنگساز اهل اوکراین  است.